# Eolophus roseicapilla
La cacatúa Galah o cacatúa rosa (Eolophus roseicapilla) es una especie de ave psitaciforme de la familia Cacatuidae que habita en Australia, siendo una de las especies de cacatúas más extendidas por todo el país. Posee un plumaje único dentro de su familia. Se reconocen cuatro subespecies.

## Características
Esta cacatúa se caracteriza por su llamativo plumaje, de colores rosado brillante y gris, además de contar con una cresta en la cabeza como todos los miembros de su familia y es la especie más común de cacatúa en Australia. Grandes bandadas maniobran en el aire sobre campo abierto, o se alimentan en el suelo, emitiendo chirriantes reclamos de contacto. Sus hábitats incluyen también áreas boscosas poco densas y bosques de ribera junto a los ríos. 
Se alimenta de cereales y otras semillas, yemas de hojas e insectos y desentierra raíces, tubérculos e invertebrados con su pico. Prospera en los campos de cereales, y su número se ha elevado enormemente debido a la extensión de los cultivos de trigo en Australia. 
Las parejas permanecen unidas toda su vida y comparten las tareas del cuidado de las crías. Los volantones viven juntos en bandadas en la copa de los árboles, y los jóvenes pasan sus primeros dos o tres años en grandes bandadas que vagan por el campo.
Aunque en los últimos años la población de esta cacatúa en estado salvaje ha sufrido un gran declive por la destrucción de hábitat y el comercio ilegal de cacatúas como mascotas, afortunadamente la cacatúa Galah está muy bien protegida en Australia, por eso, la Unión Internacional para la Conservación de la Naturaleza la cataloga como especie de preocupación menor.

## Subespecies
Se conocen las siguientes cuatro subespecies:
- Eolophus roseicapilla albiceps Schodde, 1989
- Eolophus roseicapilla kuhli (Mathews, 1912)
- Eolophus roseicapilla roseicapilla (Vieillot, 1817)

## En la cultura general
En Australia, "galah" es un término derrogatorio de jerga, similar a "tonto", "bobo", "payaso" o "idiota". Por su característico plumaje rosa, también se usa para vestidos llamativos. 